# Jurčec
Jurčec je priimek v Sloveniji, ki ga je po podatkih Statističnega urada Republike Slovenije na dan 1. januarja 2010 uporabljalo 43 oseb.

## Znani nosilci priimka
- Ruda Jurčec (1905–1975), slovenski novinar, esejist, pisatelj in politik v emigraciji
- Koraljka Jurčec Kos, hrvaška imetnostna zgodovinarka, kustosinja?